# Intelsat 21
Интелсат-21 (англ. Intelsat 21, IS-21, PAS-21) — коммерческий геостационарный телекоммуникационный спутник, принадлежащий североамериканскому спутниковому оператору Intelsat и созданный компанией Boeing,  на базе спутниковой платформы BSS-702MP, для замены устаревшего телекоммуникационного спутника Интелсат-9.
Запуск спутника Интелсат-21 был произведён 19 августа 2012 года со стартовой платформы плавучего космодрома проекта «Морской старт» при помощи ракеты-носителя Зенит-3SL с разгонным блоком (РБ) ДМ-SL.

## Конструкция
Телекоммуникационный спутник Интелсат-21 разработан на основе космической платформы BSS-702MP, разработанной компанией Boeing для создания средних и тяжелых геостационарных телекоммуникационных спутников связи. Конструкция спутника состоит из двух основных модулей: платформы и модуля полезной нагрузки. 
Платформа несёт все основные служебные системы спутника: солнечные и аккумуляторные батареи, апогейный двигатель с цистернами для горючего, двигатели коррекции и удержания, а также другие служебные компоненты, а на модуле полезной нагрузки (МПН) устанавливается всё ретрансляционное оборудование и антенны.
На спутнике Интелсат-27 устанавливается апогейный двухкомпонентный жидкостный ракетный двигатель тягой 445 Н, который используется для довывода с геопереходной на геостационарную орбиты. Для коррекции орбиты и удержания по долготе и наклонению используются несколько ракетных двигателей с тягой 4 и 22 Н.
Ракета-носитель Зенит-3SL разработана в Государственном предприятии «Конструкторское бюро „Южное“ имени М. К. Янгеля» (КБ «Южное») и изготовлена на Государственном предприятии «Производственное объединение „Южный машиностроительный завод“ имени А. М. Макарова» («Южмаш», Днепропетровск, Украина). Часть комплектующих элементов, двигательная установка первой ступени, разгонный блок ДМ-SL и система управления произведены на предприятиях Российской Федерации.

## Предназначение
Телекоммуникационный спутник Интелсат-21 был заказан компанией Intelsat в 2009 году у компании Boeing Satellite Systems, для замены спутника Интелсат-9 в точке стояния 58 градусов западной долготы и будет обеспечивать спутниковой связью жилые районы в Латинской Америке. 

## Запуск
Запуск спутника Интелсат-21 был произведён 19 августа 2012 года в 07:55 UTC со стартовой платформы плавучего космодрома проекта «Морской старт» расположенной в экваториальной части Тихого океана в точке с координатами 154 градуса западной долготы при помощи ракеты-носителя Зенит-3SL с разгонным блоком (РБ) ДМ-SL. 
Программа полёта, которая предусматривала однократное включение маршевого двигателя разгонного блока в автоматическом режиме, была выполнена полностью. Включение маршевого двигателя состоялось примерно через 8,5 мин после старта (через 10 сек после отделения РБ с КА от 2-й ступени ракеты-носителя). Продолжительность работы маршевого двигателя была около 11,5 мин. В соответствии с циклограммой полета в 08:25 UTC произошло отделение космического аппарата от разгонного блока.